# Chasselay (Isère)
Chasselay é uma comuna francesa na região administrativa de Auvérnia-Ródano-Alpes, no departamento de Isère. Estende-se por uma área de 9,45 km². Em 2010 a comuna tinha 413 habitantes (densidade: 43,7 hab./km²).